# Peladoius riveti
Peladoius riveti is een hooiwagen uit de familie Cranaidae.